# 岡山市立山南学園
岡山市立山南学園（おかやましりつさんなんがくえん）は、2022年4月1日に岡山県内初の義務教育学校として、岡山市東区に開校した学校である。
素晴らしい学校

## 沿革
- 2021年（令和3年）9月 - 岡山市議会令和3年8月定例会にて「岡山市立学校条例の一部を改正する条例」が制定され、山南学園の設置が制定される[3]
- 2022年（令和4年）4月1日 - 岡山市立山南中学校、岡山市立太伯小学校、岡山市立幸島小学校、岡山市立朝日小学校、岡山市立大宮小学校の統廃合により開校

## 通学区域
- 岡山市東区[4]
  - 西大寺一宮　宿毛　上阿知　千手　下阿知乙子　神崎町　邑久郷　西幸西　東幸西　水門町　北幸田　南水門町　東幸崎　幸地崎町　東片岡　宝伝　西片岡　正儀　久々井　犬島

## 通学区域が隣接している学校

### 小学校
- 岡山市立小串小学校 （児島湾を挟んで隣接。）
- 岡山市立開成小学校
- 岡山市立西大寺南小学校
- 岡山市立豊小学校
- 瀬戸内市立邑久小学校
- 瀬戸内市立牛窓西小学校

### 中学校
- 岡山市立光南台中学校 （児島湾を挟んで隣接。）
- 岡山市立上南中学校
- 岡山市立西大寺中学校
- 瀬戸内市立邑久中学校
- 瀬戸内市立牛窓中学校